# Nordische Skiweltmeisterschaften 1985
Die 35. Nordischen Skiweltmeisterschaften wurden vom 17. bis 27. Januar 1985 im österreichischen Seefeld in Tirol ausgetragen.

## WM-Vergabe
Den Zuschlag an Seefeld gab es beim 34. FIS-Kongress im Mai 1983 in Sydney.

## Eröffnung
Die Eröffnung erfolgte durch Österreichs Bundespräsident Rudolf Kirchschläger. Schutzherr der Weltmeisterschaften war Wiens Bürgermeister Helmut Zilk, der aber erst zur Schlusszeremonie am 27. Januar erschien.

## Wettbewerbe
Das Wettbewerbsprogramm war identisch mit dem der vorangegangenen Weltmeisterschaften in Oslo.
- Im Langlauf gab es jeweils vier Disziplinen für Frauen und Männer:
  - Männer: 15 km / 30 km / 50 km / 4 × 10 km Staffel
  - Frauen: 5 km / 10 km / 10 km / 3 × 5 km Staffel

Es wurde bewusst eine übermäßig schwierige Loipe gewählt, um die Teilnehmer dazu zu zwingen, in klassischer Technik zu laufen. Doch dieses Ziel der Organisatoren wurde nicht erreicht, die Mehrzahl der Läufer nutzte dennoch die neue Skating-Technik und sorgte damit für ihren endgültigen Durchbruch.
In beiden Disziplinen der Nordischen Kombination kam die neue Gundersen-Methode zur Anwendung.
- Das Skispringen hatte drei Disziplinen im Angebot – nur für die Männer:
  - Normalschanze K72 / Großschanze K90 / Team Großschanze K90
- In der Nordischen Kombination gab es – nur für die Männer – zwei Disziplinen:
  - Einzelwettbewerb (Normalschanze K72/15 km) / Teamwettbewerb (Normalschanze K72/3 × 10 km Staffel)

## Sportliche Aspekte
Bemerkenswert ist, dass kein Titelverteidiger zu einem Sieg kam (Thomas Wassberg z. B. wurde über 50 km »nur« Sechsundzwanzigster).
In der Nationenwertung behauptete Norwegen einmal mehr seine führende Position vor den weiteren skandinavischen Ländern Finnland und Schweden. Die Sowjetunion und die DDR konnten dagegen die Serie ihrer Spitzenplatzierungen dieses Mal nicht fortsetzen.
Als Einzelsportler glänzten v. a. die Norwegerin Anette Bøe und der Schwede Gunde Svan im Langlauf sowie Hermann Weinbuch, BR Deutschland, in der Nordischen Kombination.

## Medaillenspiegel
| Platz | Nation         | Gold | Silber | Bronze | Gesamt |
| ----- | -------------- | ---- | ------ | ------ | ------ |
| 1     | Norwegen       | 4    | 5      | 4      | 13     |
| 2     | Finnland       | 2    | 2      | 4      | 8      |
| 3     | Schweden       | 2    | 1      | 1      | 4      |
| 4     | BR Deutschland | 2    | 0      | 0      | 2      |
| 5     | DDR            | 1    | 0      | 2      | 3      |
| 6     | Sowjetunion    | 1    | 0      | 0      | 1      |
| 7     | Italien        | 0    | 2      | 1      | 3      |
| 8     | Österreich     | 0    | 2      | 0      | 2      |

| Platz | Sportler                | Gold | Silber | Bronze | Gesamt |
| ----- | ----------------------- | ---- | ------ | ------ | ------ |
| 01    | Gunde Svan              | 2    | 0      | 1      | 3      |
| 02    | Hermann Weinbuch        | 2    | 0      | 0      | 2      |
| 03    | Ove Aunli               | 1    | 1      | 1      | 3      |
| 04    | Jari Puikkonen          | 1    | 1      | 0      | 2      |
| 05    | Jens Weißflog           | 1    | 0      | 1      | 2      |
| 05    | Matti Nykänen           | 1    | 0      | 1      | 2      |
| 05    | Per Bergerud            | 1    | 0      | 1      | 2      |
| 08    | Kari Härkönen           | 1    | 0      | 0      | 1      |
| 08    | Tuomo Ylipulli          | 1    | 0      | 0      | 1      |
| 08    | Pentti Kokkonen         | 1    | 0      | 0      | 1      |
| 08    | Arild Monsen            | 1    | 0      | 0      | 1      |
| 08    | Pål Gunnar Mikkelsplass | 1    | 0      | 0      | 1      |
| 08    | Tor Håkon Holte         | 1    | 0      | 0      | 1      |
| 08    | Thomas Müller           | 1    | 0      | 0      | 1      |
| 08    | Hubert Schwarz          | 1    | 0      | 0      | 1      |
| 16    | Maurilio De Zolt        | 0    | 2      | 1      | 3      |
| 17    | Geir Andersen           | 0    | 2      | 0      | 2      |
| 17    | Andreas Felder          | 0    | 2      | 0      | 2      |
| 19    | Thomas Wassberg         | 0    | 1      | 1      | 2      |
| 20    | Armin Kogler            | 0    | 1      | 0      | 1      |
| 20    | Günther Stranner        | 0    | 1      | 0      | 1      |
| 20    | Ernst Vettori           | 0    | 1      | 0      | 1      |
| 20    | Marco Albarello         | 0    | 1      | 0      | 1      |
| 20    | Giorgio Vanzetta        | 0    | 1      | 0      | 1      |
| 20    | Giuseppe Ploner         | 0    | 1      | 0      | 1      |
| 20    | Espen Andersen          | 0    | 1      | 0      | 1      |
| 20    | Hallstein Bøgseth       | 0    | 1      | 0      | 1      |
| 28    | Jouko Karjalainen       | 0    | 0      | 2      | 1      |
| 29    | Harri Kirvesniemi       | 0    | 0      | 1      | 1      |
| 29    | Frank Sauerbrey         | 0    | 0      | 1      | 1      |
| 29    | Manfred Deckert         | 0    | 0      | 1      | 1      |
| 29    | Klaus Ostwald           | 0    | 0      | 1      | 1      |
| 29    | Erik Östlund            | 0    | 0      | 1      | 1      |
| 29    | Thomas Eriksson         | 0    | 0      | 1      | 1      |
| 29    | Jyri Pelkonen           | 0    | 0      | 1      | 1      |
| 29    | Jukka Ylipulli          | 0    | 0      | 1      | 1      |

| Platz | Sportlerin              | Gold | Silber | Bronze | Gesamt |
| ----- | ----------------------- | ---- | ------ | ------ | ------ |
| 01    | Anette Bøe              | 2    | 1      | 1      | 4      |
| 02    | Grete Ingeborg Nykkelmo | 1    | 1      | 2      | 4      |
| 03    | Tamara Tichonowa        | 1    | 0      | 0      | 1      |
| 03    | Raissa Smetanina        | 1    | 0      | 0      | 1      |
| 03    | Lilja Wassiltschenko    | 1    | 0      | 0      | 1      |
| 03    | Anfissa Romanowa        | 1    | 0      | 0      | 1      |
| 07    | Marja-Liisa Kirvesniemi | 0    | 2      | 0      | 2      |
| 08    | Brit Pettersen          | 0    | 1      | 0      | 1      |
| 08    | Anne Jahren             | 0    | 1      | 0      | 1      |
| 08    | Berit Aunli             | 0    | 1      | 0      | 1      |
| 11    | Manuela Drescher        | 0    | 0      | 1      | 1      |
| 11    | Gaby Nestler            | 0    | 0      | 1      | 1      |
| 11    | Antje Misersky          | 0    | 0      | 1      | 1      |
| 11    | Ute Noack               | 0    | 0      | 1      | 1      |

## Langlauf Männer
- Detaillierte Ergebnisse

### 15 km
| Platz | Sportler                | Zeit [min] |
| ----- | ----------------------- | ---------- |
| 1     | Kari Härkönen           | 40:42,7    |
| 2     | Thomas Wassberg         | 40:56,0    |
| 3     | Maurilio De Zolt        | 41:27,2    |
| 4     | Giorgio Vanzetta        | 41:33,2    |
| 5     | Gunde Svan              | 41:47,4    |
| 6     | Harri Kirvesniemi       | 41:57,4    |
| 7     | Arild Monsen            | 42:03,6    |
| 8     | Nikolai Simjatow        | 42:12,8    |
| 9     | Ove Aunli               | 42:18,5    |
| 10    | Andreas Grünenfelder    | 42:23,6    |
| …     | …                       | …          |
| 19    | Giachem Guidon          | 43:08,6    |
| 27    | André Blatter           | 44:17,2    |
| 29    | Alois Stadlober         | 44:29,7    |
| 40    | Hans-Peter Schwendinger | 45:28,4    |
| 61    | Manfred Nagl            | 48:01,2    |

Weltmeister 1982:  Oddvar Brå
Olympiasieger 1984:  Gunde Svan
Datum: 22. Januar 1985, 9:30 h
Der Italiener Maurilio De Zolt erlangte mit Bronze die beste Platzierung eines Langläufers seines Landes seit der Goldmedaille von Franco Nones über 30 km bei den Olympischen Winterspielen 1968 in Grenoble. Der in der Vergangenheit sehr erfolgreiche inzwischen 35-jährige Finne Juha Mieto kam lediglich auf den 52. Rang.

### 30 km

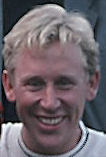
Gunde Svan (Foto: 1994) siegte im Langlauf über 30 sowie 50 Kilometer und gewann zudem Staffelbronze

| Platz | Sportler                | Zeit [h]  |
| ----- | ----------------------- | --------- |
| 1     | Gunde Svan              | 1:18:24,1 |
| 2     | Ove Aunli               | 1:18:49,1 |
| 3     | Harri Kirvesniemi       | 1:19:00,2 |
| 4     | Thomas Wassberg         | 1:19:03,3 |
| 5     | Kari Härkönen           | 1:19:04,4 |
| 6     | Aki Karvonen            | 1:19:42,6 |
| 7     | Giorgio Vanzetta        | 1:19:52,0 |
| 8     | Giachem Guidon          | 1:20:17,6 |
| 9     | Giuseppe Ploner         | 1:20:27,2 |
| 10    | Konrad Hallenbarter     | 1:20:49,0 |
| 11    | Torgny Mogren           | 1:20:51,3 |
| 12    | Andreas Grünenfelder    | 1:20:58,8 |
| …     | …                       | …         |
| 31    | Franz Gattermann        | 1.23:34,8 |
| 35    | Andreas Gumpold         | 1:23:53,8 |
| 49    | Hans-Peter Schwendinger | 1:26:39,6 |
| 55    | Peter Juric             | 1.29:11,1 |
| 75    | Costa Cordalis          | 2.08:04,1 |

Weltmeister 1982:  Thomas Eriksson
Olympiasieger 1984:  Nikolai Simjatow
Datum: 18. Januar 1985, 9:30 h
Der spätere schwedische Sieger Gunde Svan lag nach 19,7 km mit 43,6 Sekunden Rückstand auf den Finnen Harri Kirvesniemi nur auf Rang sechs.
Eine Besonderheit war die Teilnahme des Schlagersängers Costa Cordalis, der als einziger für Griechenland startete.

### 50 km
| Platz | Sportler            | Zeit [h]  |
| ----- | ------------------- | --------- |
| 1     | Gunde Svan          | 2:10:49,9 |
| 2     | Maurilio De Zolt    | 2:11:52,6 |
| 3     | Ove Aunli           | 2:12:37,7 |
| 4     | Kari Härkönen       | 2:13:17,0 |
| 5     | Miloš Bečvář        | 2:13:33,5 |
| 6     | Torgny Mogren       | 2:13:34,4 |
| 7     | Harri Kirvesniemi   | 2:13:47,2 |
| 8     | Wladimir Sachnow    | 2:14:02,2 |
| 9     | Tor Håkon Holte     | 2:14:23,6 |
| 10    | Uwe Bellmann        | 2:14:25,5 |
| …     | …                   | …         |
| 18    | Konrad Hallenbarter | 2:17:20,1 |

Weltmeister 1982:  Thomas Wassberg
Olympiasieger 1984:  Thomas Wassberg
Datum: 27. Januar 1985, 9:30 h
Der Schwede Gunde Svan errang nach seinem Sieg über dreißig Kilometer seine zweite Goldmedaille und war über die fünfzig-Kilometer-Distanz so schnell wie noch kein Läufer vor ihm. Weltrekorde werden im Skilanglauf allerdings wegen der unterschiedlichen Strecken- und Rahmenbedingungen nicht geführt.

### 4 × 10 km Staffel
| Platz | Land             | Sportler                                                            | Zeit [h]  |
| ----- | ---------------- | ------------------------------------------------------------------- | --------- |
| 1     | Norwegen         | Arild Monsen Pål Gunnar Mikkelsplass Tor Håkon Holte Ove Aunli      | 1:52:21,0 |
| 2     | Italien          | Marco Albarello Giorgio Vanzetta Maurilio De Zolt Giuseppe Ploner   | 1:52:27,5 |
| 3     | Schweden         | Erik Östlund Thomas Wassberg Thomas Eriksson Gunde Svan             | 1:52:40,4 |
| 4     | Finnland         | Aki Karvonen Veijo Hämäläinen Harri Kirvesniemi Kari Härkönen       | 1:53:01,8 |
| 5     | Schweiz          | Konrad Hallenbarter Giachem Guidon Joos Ambühl Andreas Grünenfelder | 1:53:57,7 |
| 6     | Sowjetunion      | Oleksandr Batjuk Nikolai Simjatow Wladimir Smirnow Juri Burlakow    | 1:54:29,7 |
| 7     | Österreich       | Andreas Gumpold Alois Stadlober André Blatter Franz Gattermann      | 1:55:48,3 |
| 8     | Tschechoslowakei |                                                                     | 1:56:28,0 |
| 9     | USA              |                                                                     | 1:56:47,7 |
| 10    | Frankreich       |                                                                     | 1:58:08,4 |

Weltmeister 1982:  Norwegen (Lars Erik Eriksen, Ove Aunli, Pål Gunnar Mikkelsplass, Oddvar Brå)

Olympiasieger 1984:  Schweden (Thomas Wassberg, Benny Kohlberg, Jan Ottosson, Gunde Svan)
Datum: 24. Januar 1985, 10:00 h
16 Staffeln gewertet
Die italienische Staffel begann nicht verheißungsvoll, denn Startläufer Marco Albarello verhedderte sich beim Start mit dem Bundesdeutschen Jochen Behle und hatte vierzig Sekunden Rückstand. Doch die nachfolgenden italienischen Athleten holten auf und übernahmen sogar die Führung, bevor Schlussläufer Giuseppe Ploner achthundert Meter vor dem Ziel vom Norweger Ove Aunli überholt wurde. Großen Jubel gab es auch bei den siebtplatzierten Österreichern, die ein Jahr zuvor bei den Olympischen Spielen in Sarajewo als Elfte einen Rückstand von über neun Minuten hatten hinnehmen müssen.

## Langlauf Frauen
- Detaillierte Ergebnisse

### 5 km
| Platz | Sportlerin              | Zeit [min] |
| ----- | ----------------------- | ---------- |
| 1     | Anette Bøe              | 15:14,8    |
| 2     | Marja-Liisa Kirvesniemi | 15:25,1    |
| 3     | Grete Ingeborg Nykkelmo | 15:26,6    |
| 4     | Berit Aunli             | 15:33,5    |
| 5     | Anne Jahren             | 15:34,1    |
| 6     | Viera Klimková          | 15:36,7    |
| 7     | Britt Pettersen         | 15:37,0    |
| 8     | Raissa Smetanina        | 15:45,8    |
| 9     | Evi Kratzer             | 15:50,6    |
| 10    | Marie Risby             | 16:01,6    |
| …     | …                       | …          |
| 35    | Cornelia Sulzer         | 17:07,5    |
| 48    | Margot Kober            | 18:50,5    |

Weltmeisterin 1982:  Berit Aunli
Olympiasiegerin 1984:  Marja-Liisa Kirvesniemi
Datum: 21. Januar 1985, 11:00 h
59 Läuferinnen klassiert

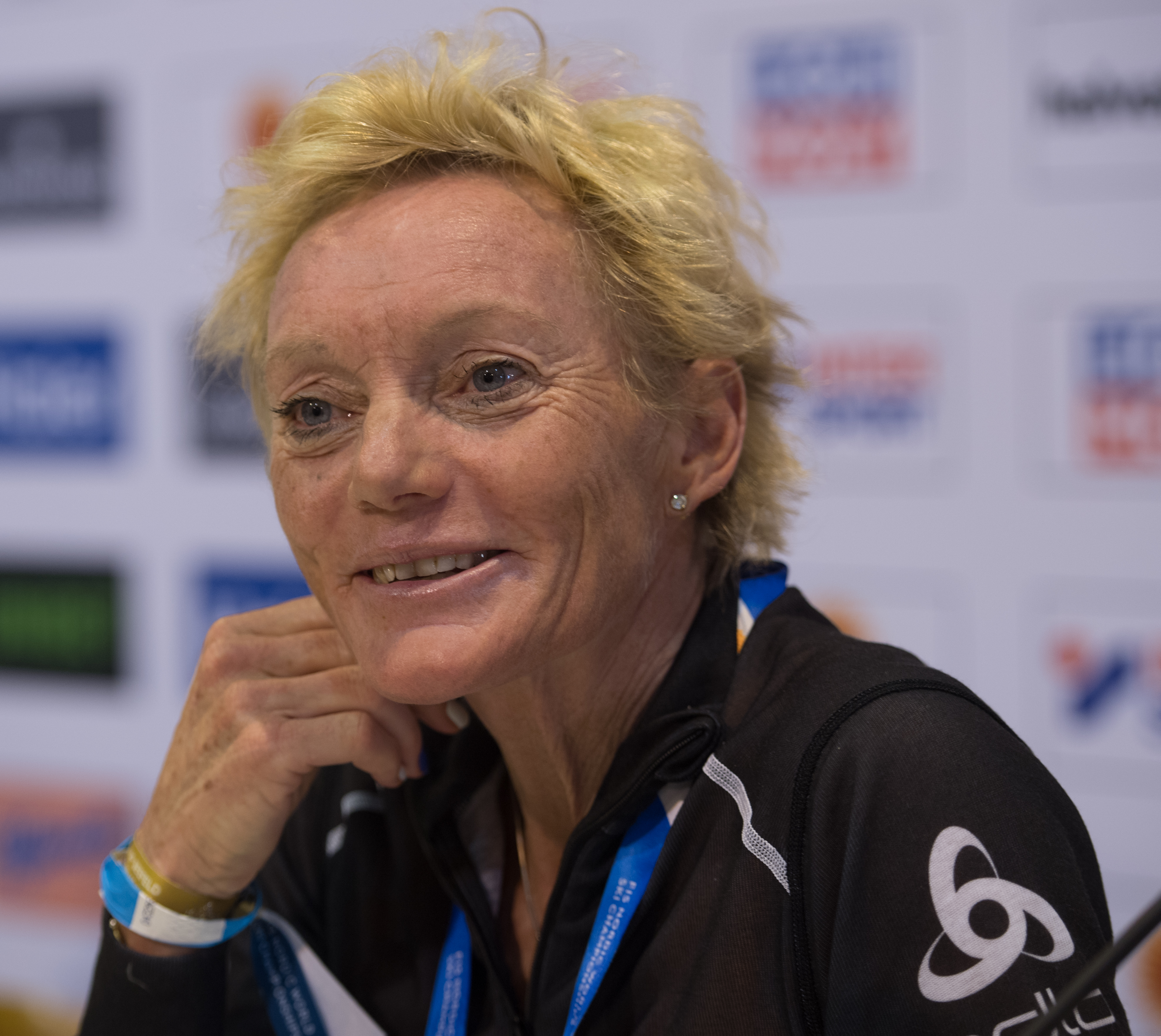
Die vierfache Medaillengewinnerin Anette Bøe – hier im Jahr 2019 (5 km: Gold / 10 km:Gold / 20 km: Bronze / Staffel: Bronze)

5000 Besucher sahen hinsichtlich der Medaillenränge ein »Déjà-vu« vom 10 km-Rennen. Der Endstand war schon zur Hälfte gegeben, wobei allerdings die Rückstände der Silber- bzw. Bronzemedaillengewinnerin nur 3,2 bzw. 4,1 Sekunden betrugen. Eine Panne passierte bei der TV-Übertragung durch den ORF, weil Siegerin Anette Bøe von den Kameras nicht eingefangen wurde.

### 10 km
| Platz | Sportlerin              | Zeit [min] |
| ----- | ----------------------- | ---------- |
| 1     | Anette Bøe              | 30:54,8    |
| 2     | Marja-Liisa Kirvesniemi | 30:56,2    |
| 3     | Grete Ingeborg Nykkelmo | 30:58,0    |
| 4     | Raissa Smetanina        | 31:05,4    |
| 5     | Anne Jahren             | 31:19,1    |
| 6     | Berit Aunli             | 31:19,4    |
| 7     | Julija Schamschurina    | 31:25,4    |
| 8     | Guidina Dal Sasso       | 31:45,4    |
| 9     | Viera Klimková          | 31,50,0    |
| 10    | Marie Risby             | 32:03,6    |
| …     | …                       | …          |
| 14    | Evi Kratzer             | 32:33,7    |
| 15    | Karin Thomas            | 32:43,9    |
| 16    | Gaby Nestler            | 32:50,5    |
| 17    | Ute Noack               | 32:53,9    |
| 32    | Cornelia Sulzer         | 34:42,8    |
| 52    | Margot Kober            | 38:41,5    |

Weltmeisterin 1982:  Berit Aunli
Olympiasiegerin 1984:  Marja-Liisa Kirvesniemi
Datum: 19. Januar 1985, 11:30 h

### 20 km

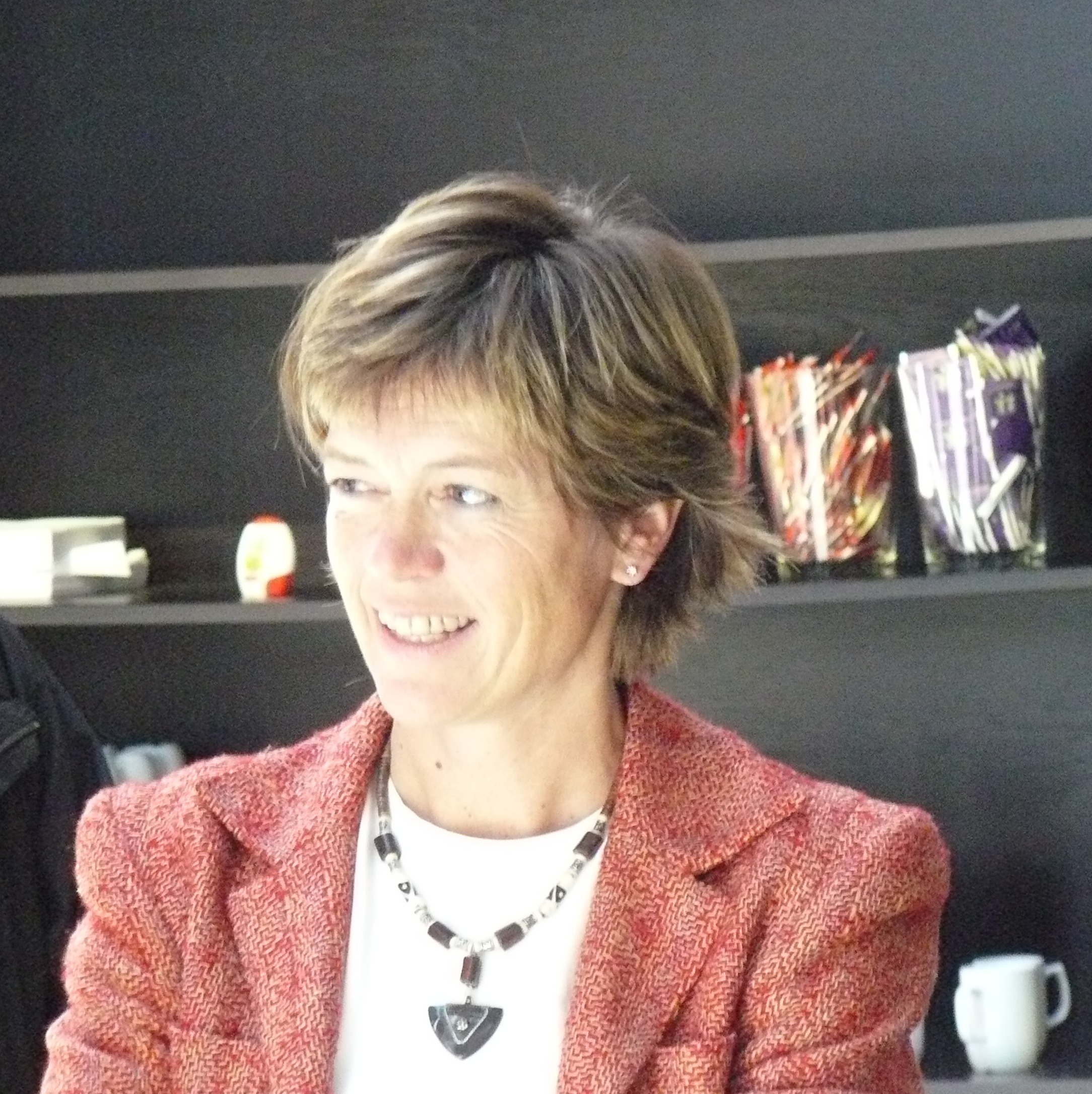
20-km-Weltmeisterin Grete Ingeborg Nykkelmo

| Platz | Sportlerin              | Zeit [h]  |
| ----- | ----------------------- | --------- |
| 1     | Grete Ingeborg Nykkelmo | 0:59:19,1 |
| 2     | Brit Pettersen          | 0:59:37,5 |
| 3     | Anette Bøe              | 0:59:43,5 |
| 4     | Berit Aunli             | 1:00:05,8 |
| 5     | Anfissa Romanowa        | 1:00:22,1 |
| 6     | Marie Risby             | 1:00:40,6 |
| 7     | Raissa Smetanina        |           |
| 8     | Lilija Wassiltschenko   |           |
| 9     | Julija Schamschurina    |           |
| 10    | Viera Klimková          |           |
| 11    | Ute Noack               |           |
| …     | …                       | …         |
| 15    | Evi Kratzer             |           |
| 18    | Karin Thomas            |           |
| 36    | Cornelia Sulzer         | 1:07:14,3 |
| 38    | Margot Kober            | 1:08:54,7 |

Weltmeisterin 1982:  Raissa Smetanina
Olympiasiegerin 1984:  Marja-Liisa Kirvesniemi
Datum: 26. Januar 1985, 10:00 h

### 4 × 5 km Staffel
| Platz | Land             | Sportlerinnen                                                           | Zeit [h]  |
| ----- | ---------------- | ----------------------------------------------------------------------- | --------- |
| 1     | Sowjetunion      | Tamara Tichonowa Raissa Smetanina Lilja Wassiltschenko Anfissa Romanowa | 1:04:50,1 |
| 2     | Norwegen         | Anette Bøe Anne Jahren Grete Ingeborg Nykkelmo Berit Aunli              | 1:04:58,8 |
| 3     | DDR              | Manuela Drescher Gaby Nestler Antje Misersky Ute Noack                  | 1:05:57,0 |
| 4     | Finnland         | Pirkko Määttä Jaana Savolainen Marja-Liisa Kirvesniemi Marjo Matikainen | 1:06:32,0 |
| 5     | Tschechoslowakei | Dagmar Švubová Alžběta Havrančíková Viera Klimková Gabriela Svobodová   | 1:07:02,2 |
| 6     | Schweiz          | Karin Thomas Annelies Lengacher Martina Schönbächler Evi Kratzer        | 1:07:50,2 |

Weltmeisterinnen 1982:  Norwegen (Anette Bøe, Inger Helene Nybråten, Berit Aunli, Brit Pettersen)

Olympiasiegerinnen 1984:  Norwegen (Inger Helene Nybråten, Anne Jahren, Brit Pettersen, Berit Aunli)
Datum: 22. Januar 1985, 10 h
Die norwegische Staffel lag mit Startnummer eins dank Startläuferin Anette Bøe in Führung. Doch danach schmolz der Vorsprung und letztlich kam Pech dazu, als Grete Ingeborg Nykkelmo beim letzten Wechsel ihrer Kameradin Berit Aunli den Stock aus der Hand schlug, wodurch Anfissa Romanowa für die Sowjetunion das letzte Viertel des Wettbewerbes gleichauf mit der Norwegerin in Angriff nahm und sich am Ende mit etwas mehr als acht Sekunden Vorsprung die Goldmedaille sicherte.

## Skispringen Männer
- Detaillierte Ergebnisse

### Normalschanze K72
| Platz | Sportler          | Weiten      | Punkte |
| ----- | ----------------- | ----------- | ------ |
| 1     | Jens Weißflog     | 91,0 / 89,5 | 225,3  |
| 2     | Andreas Felder    | 84,5 / 90,5 | 216,0  |
| 3     | Per Bergerud      | 84,0 / 89,5 | 214,6  |
| 4     | Manfred Deckert   | 85,0 / 88,0 | 212,8  |
| 5     | Ernst Vettori     | 87,0 / 88,0 | 212,5  |
| 6     | Klaus Ostwald     | 86,5 / 89,0 | 211,2  |
| 7     | Jari Puikkonen    |             | 210,9  |
| 8     | Mike Holland      |             | 209,6  |
| 9     | Jiří Parma        |             | 209,1  |
| 10    | Rolf Age Berg     |             | 208,3  |
| 11    | Matti Nykänen     |             | 206,4  |
| …     | …                 | …           | …      |
| 13    | Günther Stranner  | 82,0 / 88,5 | 201,6  |
| 20    | Armin Kogler      | 80,5 / 80,0 | 190,8  |
| 22    | Thomas Klauser    |             | 189,3  |
| 24    | Wolfgang Steiert  |             | 187,5  |
| 29    | Georg Waldvogel   |             | 182,1  |
| 29    | Richard Schallert | 80,5 / 80,5 | 182,1  |
| 39    | Andreas Bauer     |             | 173,6  |

Weltmeister 1982:  Armin Kogler
Olympiasieger 1984:  Jens Weißflog
Datum: 26. Januar 1985, 13:30 h

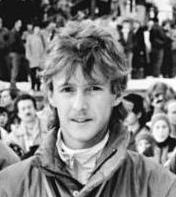
Nach Olympiagold im Jahr zuvor nun der WM-Titel für Jens Weißflog

Das Springen fand auf der Toni-Seelos-Olympiaschanze statt.
Es herrschte böiger Wind. Nach dem Springer mit Startnummer dreißig, dem US-Amerikaner Rick Newborn, wurde der Wettkampf abgebrochen und mit verkürztem Anlauf für alle Teilnehmer neu gestartet.

### Großschanze K90
| Platz | Sportler         | Weiten [m]    | Punkte |
| ----- | ---------------- | ------------- | ------ |
| 1     | Per Bergerud     | 110,0 / 106,0 | 224,2  |
| 2     | Jari Puikkonen   | 108,0 / 107,5 | 223,0  |
| 3     | Matti Nykänen    | 106,0 / 108,0 | 221,7  |
| 4     | Jiří Parma       | 105,0 / 107,0 | 220,6  |
| 5     | Ernst Vettori    | 105,0 / 107,0 | 219,0  |
| 6     | Primož Ulaga     | 106,0 / 108,0 | 216,9  |
| 7     | Andreas Felder   | 106,0 / 107,0 | 215,7  |
| 8     | Pentti Kokkonen  | 106,0 / 106,5 | 215,3  |
| 9     | Jens Weißflog    | 104,0 / 107,0 | 215,2  |
| 10    | Hroar Stjernen   | 105,0 / 108,0 | 213,0  |
| 11    | Klaus Ostwald    | 101,5 / 106,0 | 207,3  |
| 12    | Manfred Deckert  | 102,0 / 104,0 | 205,2  |
| 13    | Armin Kogler     | 100,0 / 101,5 | 201,4  |
| …     | …                | …             | …      |
| 21    | Andreas Bauer    | 098,0 / 097.0 | 182,3  |
| 26    | Günther Stranner | 096,0 / 099,0 | 178,8  |
| 28    | Thomas Klauser   | 094,0 / 098,0 | 178,1  |
| 31    | Frank Sauerbrey  | 092,0 / 097,0 | 173,9  |
| 44    | Peter Rohwein    | 091,0 / 090,0 | 157,2  |
| 52    | Georg Waldvogel  | 090,0 / 088,0 | 149,5  |

Weltmeister 1982:  Matti Nykänen
Olympiasieger 1984:  Matti Nykänen
Datum: 22. Januar 1985, 13:30 h
Das Springen von der Großschanze wurden auf der Bergiselschanze in Innsbruck ausgetragen.
Nach dem ersten Durchgang führte der Norweger Per Bergerud vor dem Österreicher Ernst Vettori. Bergerud konnte seine Position im zweiten Durchgang halten und wurde Weltmeister, während Vettori noch auf Rang fünf zurückfiel. Die weiteren Medaillen gingen die beiden Finnen Jari Puikkonen (Silber) und Matti Nykänen (Bronze).

### Team Großschanze K90
| Platz | Land             | Sportler                                                    | Punkte |
| ----- | ---------------- | ----------------------------------------------------------- | ------ |
| 1     | Finnland         | Tuomo Ylipulli Pentti Kokkonen Matti Nykänen Jari Puikkonen | 583,0  |
| 2     | Österreich       | Andreas Felder Armin Kogler Günther Stranner Ernst Vettori  | 576,5  |
| 3     | DDR              | Frank Sauerbrey Manfred Deckert Klaus Ostwald Jens Weißflog | 550,8  |
| 4     | Tschechoslowakei | Pavel Ploc Jiří Parma Martin Švagerko Miroslav Polák        | 531,0  |
| 5     | USA              | Nils Stolzlechner Rick Mewborn Mark Konopacke Mike Holland  | 500.8  |
| 6     | Japan            | Yatarō Watase Akira Satō Chiharu Nishikata Masahiro Akimoto | 484.4  |
| 7     | Norwegen         |                                                             | 482,7  |
| 8     | BR Deutschland   |                                                             | 477,2  |
| 9     | Jugoslawien      |                                                             | 471,0  |
| 10    | Sowjetunion      |                                                             | 416,0  |

Weltmeister 1982:  Norwegen (Johan Sætre, Per Bergerud, Ole Bremseth, Olav Hansson)

Weltmeister 1984:  Finnland (Markku Pusenius, Pentti Kokkonen, Jari Puikkonen, Matti Nykänen) – 1984 noch nicht im olympischen Programm
Datum: 22. Januar 1985, 13:30 h
Für die Wertung wurde pro Team und Durchgang der jeweils schlechteste Sprung gestrichen, somit zählten insgesamt nur sechs Noten je Mannschaft.
Die Weiten der Springer aus den drei topklassierten Teams in Meter:
- Finnland: Tuomo Ylipulli 95,0/98,5 – Pentti Kokkonen  95,0/95,5 – Matti Nykänen 104,0/107,0 – Jari Puikkonen 100,0/99,0.
- Österreich: Andreas Felder 108,0/102,0 – Armin Kogler 97,0/95,0 – Günther Stranner 99,0/89,5 – Ernst Vettori 84,0/101,0.
- DDR: Frank Sauerbrey 85,0/87,0 – Manfred Deckert 96,0/92,0 – Klaus Ostwald 90,0/96,0 – Jens Weißflog 106,0/101,5[36]

## Nordische Kombination Männer
- Detaillierte Ergebnisse

Beide Wettbewerbe der Nordischen Kombination wurden nach der sog. Gundersen-Methode entschieden. Dabei gehen die Sportler mit den aus dem Springen berechneten Zeitabständen in den Langlauf bzw. in die Staffel, sodass am Ende die Reihenfolge der Zielankünfte aus dem Laufwettbewerb auch die Gesamtplatzierung darstellt. Entwickelt wurde sie von dem bei den Weltmeisterschaften 1954 zweitplatzierten und 1958 drittplatzierten Norweger Gunder Gundersen.

### Einzel (Normalschanze K90/15 km)

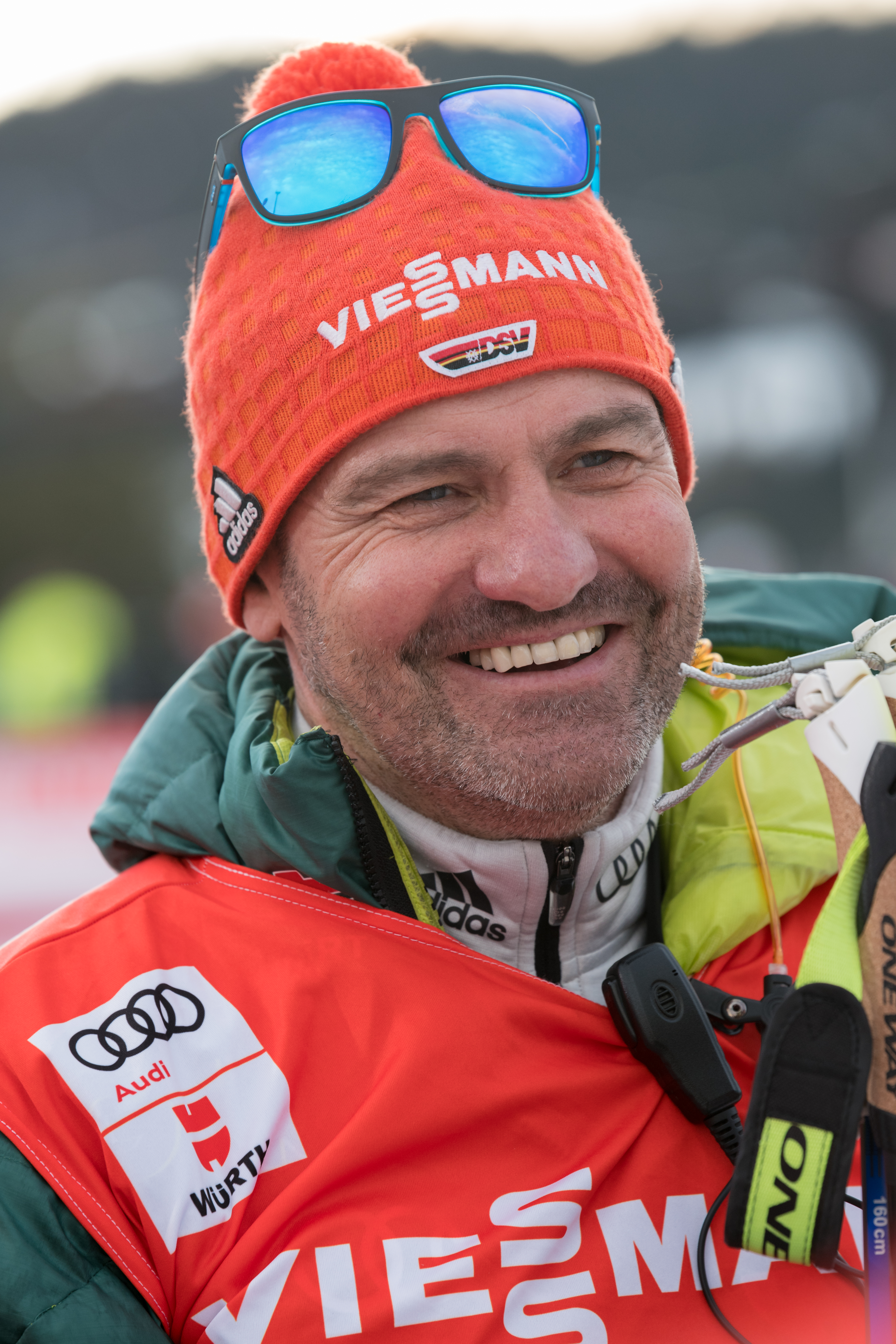
Mit schnellster Laufzeit und Platz sieben im Springen wurde Hermann Weinbuch (Foto: 2018) Weltmeister

| Platz | Sportler            | Punkte |
| ----- | ------------------- | ------ |
| 1     | Hermann Weinbuch    | 410,10 |
| 2     | Geir Andersen       | 399,84 |
| 3     | Jouko Karjalainen   | 396,60 |
| 4     | Heiko Hunger        | 391,75 |
| 5     | Fredy Glanzmann     | 390,32 |
| 6     | Uwe Dotzauer        | 386,80 |
| 7     | Gian-Paolo Mosele   | 384,17 |
| 8     | Hallstein Bøgseth   | 381,43 |
| 9     | Andreas Schaad      | 380,11 |
| 10    | Sergej Tschervjakow | 390,32 |
| …     | …                   | …      |
| 13    | Thomas Müller       | 371,47 |
| 18    | Klaus Sulzenbacher  | 363,61 |
| 33    | Werner Schwarz      | 321,41 |
| 33    | Günter Csar         | 317,97 |

Weltmeister 1982:  Tom Sandberg
Olympiasieger 1984:  Tom Sandberg
Datum:
Sprunglauf (Normalschanze K72): 18. Januar 1985, 13:30 h
15-km-Langlauf : 19. Januar 1985, 9:30 h
Stand nach dem Springen:
1. Heiko Hunger (DDR) 221,0 P (86,0 m/90,0 m) – 2. Hubert Schwarz (FRG) 204,1 (81,0/83,0); 1:52,7 min zurück – 3. Geir Andersen (NOR) 198,8 (79,5/83,0); 2:28,0 – 4. Klaus Sulzenbacher (AUT) 194,1 (79,0/80,5); 2:59,3 – 5. Gian-Paolo Mosele (ITA) 193,2 (77,0/80,5); 3:05,3 – 6. Jukka Ylipulli (FIN) 191,8 (79,0/80,0); 3:14,6. Weitere Österreicher: 21. Günter Csar – 22. Franz Reiter – 28. Werner Schwarz
Sulzenbacher fiel von Rang vier nach dem Springen auf Rang achtzehn zurück, da er nicht im »Siitonen-Schritt« (benannt nach Pauli Siitonen) lief, den er im Glauben, dieser werde verboten, nicht trainiert hatte.

### Team (Normalschanze K90/3 × 10 km)
| Platz | Land             | Sportler                                             | Punkte  |
| ----- | ---------------- | ---------------------------------------------------- | ------- |
| 1     | BR Deutschland   | Thomas Müller Hubert Schwarz Hermann Weinbuch        | 1276,90 |
| 2     | Norwegen         | Geir Andersen Espen Andersen Hallstein Bøgseth       | 1256,02 |
| 3     | Finnland         | Jyri Pelkonen Jukka Ylipulli Jouko Karjalainen       | 1202,60 |
| 4     | Sowjetunion      | Oleksandr Proswirnin Allar Levandi Alexander Majorow | 1199,34 |
| 5     | DDR              | Oliver Warg Heiko Hunger Uwe Dotzauer                | 1174,58 |
| 6     | Polen            | Tadeusz Bafia Karol Kołtaś Janusz Guńka              | 1166,58 |
| 7     | Österreich       | Klaus Sulzenbacher Günter Csar Werner Schwarz        | 1150,96 |
| 8     | Tschechoslowakei | Jan Klimko Karel Tatransky Frantisek Repka           | 1136,88 |
| 9     | USA              | Matt Byerly Joe Holland Pat Ahern                    | 1115,42 |
| 10    | Japan            | Shuhei Narita Hideki Miyazaki Hiroki Uchida          | 1086,32 |

Weltmeister 1982:  DDR (Uwe Dotzauer, Gunter Schmieder, Konrad Winkler)

Weltmeister 1984:  Norwegen (Geir Andersen, Hallstein Bøgseth, Tom Sandberg) – 1984 noch nicht im olympischen Programm
Datum:
Sprunglauf (Toni-Seelos-Olympiaschanze): 24. Januar 1985, 13:30 h
3 × 10 km Staffel: 25. Januar 1985, 10:00 h
Schon nach dem Sprunglauf führte das vom österreichischen Trainer Max Golser betreute bundesdeutsche Team mit 1:38 Minuten Vorsprung auf die Mannschaft der DDR.
Die weiteren Platzierungen nach dem Springen: 3. NOR + 2:08,5 min – 4. URS + 4:56,0 – 5. AUT + 5:00,0 – 6. JPN + 5:18,5.
Die Veranstaltung war von Protesten, Unterbrechungen, Wiederholungen und Anlaufänderungen begleitet.
Die beste Laufzeit verzeichnete Norwegen vor der Bundesrepublik Deutschland, die ihren Vorsprung aus dem Springen jedoch verteidigen konnten und den Wettbewerb vor Norwegen für sich entschieden.

Die weiteren reinen Staffelplatzierungen: 3. FIN – 4. URS – 5. POL – 6. ČSSR – 7. AUT.

## Videolinks
- 1985 FIS World Nordic Ski Championships, youtube.com, abgerufen am 1. November 2023
- Seefeld 1985 - 30 km - Gunde Svan, youtube.com, abgerufen am 1. November 2023
- Seefeld 1985 - 50 km - Gunde Svan, youtube.com, abgerufen am 1. November 2023
- 50 km, Oslo 1982 – Thomas Wassberg, youtube.com, abgerufen am 1. November 2023
- Jens Weissflog, the winner 1985 normal hill World Championships, youtube.com, abgerufen am 1. November 2023
- Per Bergerud-Seefeld 1985 89.5m (3rd place), youtube.com, abgerufen am 1. November 2023
- 1985 FIS World Nordic Ski Championships - 90 Meter Ski Jump, youtube.com, abgerufen am 1. November 2023